# 中国金茂
中国金茂控股集团有限公司，簡稱中国金茂控股集团、中国金茂控股，以及中国金茂（China Jinmao Holdings Group Limited，港交所：0817）於2004年在香港成立，是一家在香港交易所上市的地產公司，公司是中國中化集團公司的房地產開發旗艦公司，主要在中國北京、上海、珠海開發房地產項目，專注開發商用房地產。前身為「方興地產（中國）有限公司」。
方興地產於2007年8月17日在香港交易所上市，並在2008年3月10日起加入紅籌指數成份股。
2008年6月，方興地產以124億元收購金茂集團。2009年7月，方興地產以40.6億元人民幣投得北京广渠路15号地皮。
2012年12月26日，方興地產旗下子公司威旺置業與上港集團，以56.8億元競得上海市海門路55號商業及辦公室地塊，樓板價每平方米23,330元，溢價21.11%。雙方共同開發，各佔一半權益。
2014年1月28日，方興地產以101億元总价摘得上海閘北區大寧路街道325街坊地塊，溢價率111.59%，出讓面積9.64萬平方米，折合樓板價4.8万元/平米，刷新了上海宅地的总价纪录。
2015年10月14日，方兴地产宣布公司正式更名为“中国金茂控股集团有限公司”（简称“中国金茂”）。

## 核心业务
- 城市运营

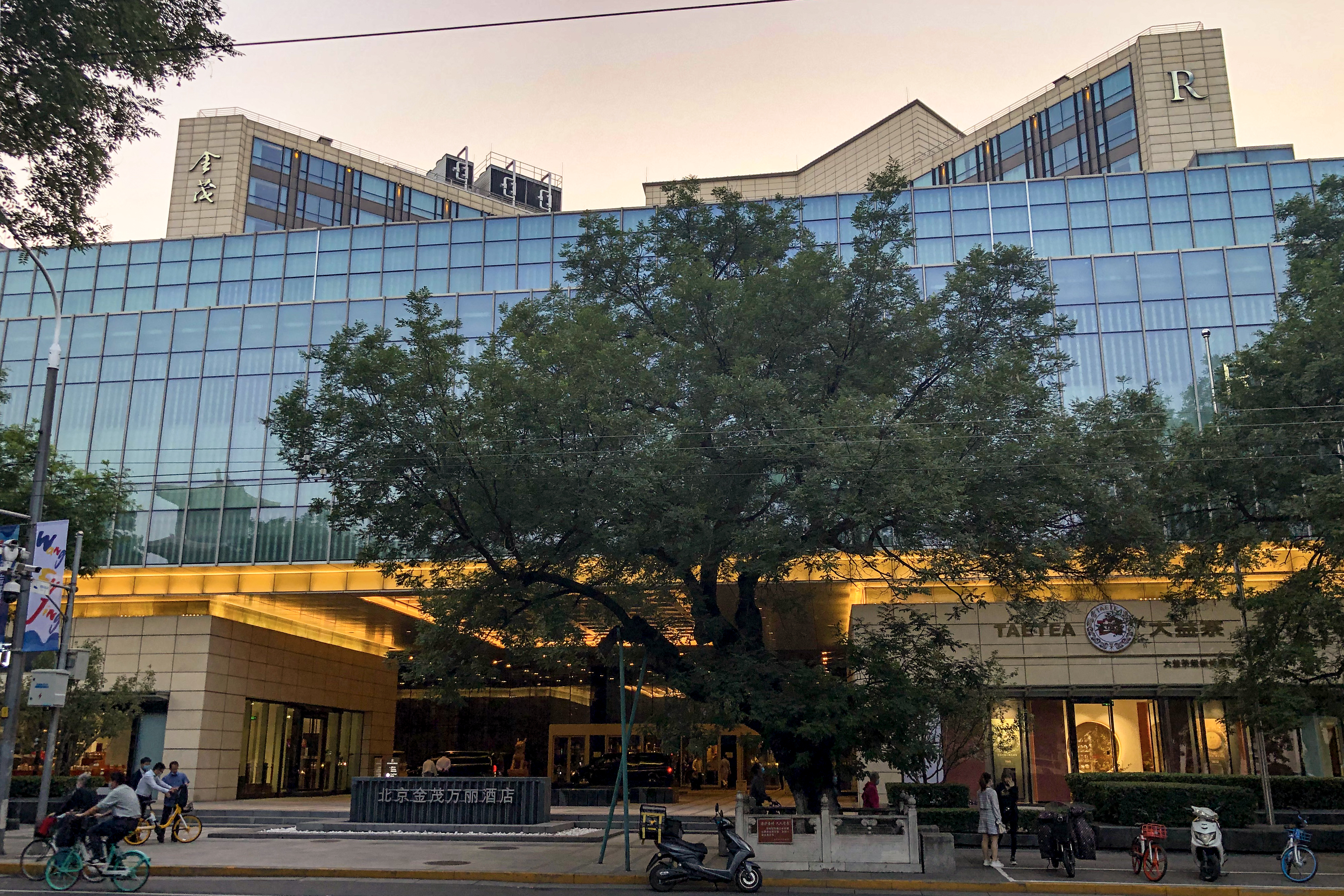
北京金茂万丽酒店

  - 城市新城：长沙梅溪湖国际新城、南京青龙山国际生态新城、南京青龙山国际生态新城、青岛中欧国际城、青岛中欧国际城、青岛即墨国际智慧新城、青岛即墨国际智慧新城、青岛西海岸创新科技城、青岛西海岸创新科技城、温州瓯江国际新城、温州瓯江国际新城、温州瑞安生态科学城、温州瑞安生态科学城、苏州张家港智慧科学城、苏州张家港智慧科学城、三亚南繁科技城、三亚南繁科技城、宁波生命科学城、宁波生命科学城、无锡霞客岛生态城、无锡霞客岛生态城、广州中化现代农业科学城、广州中化现代农业科学城、岳阳洞庭生态创新城、岳阳洞庭生态创新城、嘉兴上海之窗智慧科学城
  - 城市核心综合体：上海金茂北外滩
  - 特色小镇：丽江金茂谷镇、南京汤山温泉康养小镇
- 物业开发
  - 府系：北京未来金茂府、北京亦庄金茂府、北京金茂府、北京望京金茂府、北京广渠金茂府、天津上东金茂府、天津海河金茂府、济南奥体金茂府、济南旅游路金茂府、郑州北龙湖金茂府、武汉滨江金茂府、武汉东湖金茂府、长沙梅溪湖金茂府、上海新城虹口金茂府、上海大宁金茂府、上海西郊金茂府、杭州东城金茂府、杭州滨江金茂府、杭州金茂府、金华义乌福田金茂府、苏州科技城金茂府、苏州姑苏金茂府、宁波海曙金茂府、宁波南塘金茂府、宁波江东金茂府、宁波姚江金茂府、嘉兴嘉禾金茂府、温州鹿城金茂府、温州九山金茂府、嘉兴秀湖金茂府、成都武侯金茂府、南京玄武湖金茂府、南京河西金茂府、重庆龙兴金茂府、无锡澄江金茂府、无锡蠡湖金茂府、徐州楚河金茂府、常州龙城金茂府、常州春秋金茂府、南通崇川金茂府、广州珠江金茂府、福州鼓楼金茂府、广州天河金茂广场、深圳龙华金茂府、西安未央金茂府、西安长安金茂府
  - 悦系：北京大兴金茂悦、北京亚奥金茂悦、北京亦庄金茂悦、北京台湖金茂悦、青岛市南金茂湾、济南雪山金茂悦、长沙梅溪湖金茂悦、长沙岳麓金茂梅溪湖、长沙梅溪湖金茂湾、南昌九龙湖金茂悦、上海虹桥金茂悦、株洲金茂悦、杭州黄龙金茂悦、苏州姑苏金茂悦、宁波宁南金茂悦、宁波海湾金茂悦、宁波海曙金茂悦、湖州仁皇金茂悦、重庆大坪金茂珑悦、重庆盘龙金茂悦、成都天府金茂悦、南京鱼嘴金茂悦、南京扬子江金茂悦、南京东城金茂悦、南京江宁金茂悦、合肥滨湖金茂悦、合肥北雁湖金茂湾、徐州云龙金茂悦、佛山朝安金茂悦、广州南沙金茂悦、福州奥体金茂悦、武汉阳逻金茂悦、厦门翔安金茂悦
  - 墅系：北京亦庄金茂逸墅、济南雪山金茂逸墅、济南高新金茂墅、武汉阳逻金茂逸墅、上海崇明金茂逸墅、宁波慈城金茂逸墅、丽江玉龙金茂雪山语、南京固城湖金茂逸墅、无锡太湖金茂逸墅、绍兴镜湖金茂逸墅、佛山金茂绿岛湖、东莞清溪金茂逸墅
- 酒店经营：金茂北京威斯汀大饭店、北京金茂万丽酒店、北京金茂怡生园酒店、上海金茂君悦大酒店、上海崇明金茂凯悦酒店、金茂三亚希尔顿大酒店、金茂三亚丽思卡尔顿酒店、金茂深圳JW万豪酒店、长沙梅溪湖金茂豪华精选酒店、南京威斯汀大酒店、丽江金茂酒店、丽江金茂璞修雪山酒店、丽江金茂谷镇精品客栈、西安鼓楼金茂酒店公寓、莫干山金茂天籁之梦度假酒店
- 商务租赁：上海金茂大厦、北京凯晨世贸中心、北京中化大厦、北京朝阳金茂中心、金茂绿创中心、南京绿地金茂国际金融中心、长沙金茂ICC
- 零售商业：长沙金茂览秀城、南京金茂汇、青岛金茂湾购物中心、上海金茂时尚生活中心、丽江金茂时尚生活中心
- 增值业务：金茂绿建、金茂资本、金茂物业、金茂装饰

## 外部連結
- 中国金茂（页面存档备份，存于）